# Eggert Achen
Eggert Christoffer Achen (født 30. november 1853 i Kvislemark, død 20. december 1913 i Aarhus) var en dansk arkitekt, bror til Georg Achen.
Eggert Achen var søn af købmand i Assens, senere apoteker i Frederikssund og Hillerød Eggert Christoffer Achen og Johanne Georgine Wilhelmine Cecilie Tryde. Han kom i tømrerlære, gik på Teknisk Skole og blev optaget på Kunstakademiet i januar 1872 og besøgte dets almenforberededende klasse, men tog ikke afgang. Han havde konduktørvirksomhed hos Ferdinand Meldahl og Vilhelm Dahlerup bl.a. ved Det Kongelige Teater og Hotel d'Angleterre. 1910-1914 var han formand for Dansk Arkitektforening, der var en sammenslutning af arkitekter med håndværkerbaggrund.
Omkring 1877 slog Eggert Achen sig ned i Randers, hvor han var frimurer og medstifter af logen St. Martin, der hører under Den Danske Frimurerorden. Han drev selvstændig tegnestue i denne by og projekterede både logebygningen og flere offentlige bygninger i Randers og omegn, fortrinsvis i røde mursten og to stokværk. Da Achen flyttede til Aarhus ca. 1895 tegnede han endnu en logebygning, et 3-etages hvidkalket palæ. Hans kendteste huse er de to restauranter Varna og Ørnereden i Marselisborgskovene, der begge er udført som pavilloner i glas og træ. Hotelombygninger blev efterhånden Achens speciale, og han samarbejdede ofte med Aarhus-arkitekten Thorkel Møller ved disse opgaver. Desuden beskæftigede han sig med restaureringer af herregårde. Hans arbejdsområde var især Midt- og Sønderjylland. 
Han blev gift 16. april 1878 i Brabrand med Oline Margrethe Petersen (13. juni 1845 på Sønderskovgaard, Yding Sogn – 25. juli 1935 i København), datter af proprietær Peter Andreas P. og Inger Kjær.

## Arbejder
- Den Danske Frimurerordens logebygning til frimurerlogen St. Martin i Randers (1881, sammen med Frits Uldall)
- Teknisk Skole i Hobro (1884)
- Sparekassen for Hobro og Omegn, Hobro (1884)
- Borger- og Realskole i Mariager (1893)
- Fabrik, Knudrisgade, Aarhus (1898) og tilhørende villa (1899)
- Den Danske Frimurerordens logebygning i Aarhus (1908)
- Talrige hoteludvidelser og ombygninger bl.a. Hotel Royal i Aarhus (1902), sammen med Thorkel Møller i gulpudset nyrokoko, Hotel Royal i Vejle og i Odense
- Ørnereden (1908, brændt 1980) og Varna Palæet ved Aarhus (1909)
- Ny jydske Kjøbstad-Creditforening, nu Realkredit Danmark, Emanuel Sejrs Gade, Aarhus (1911-12, sammen med Thorkel Møller)[1]
- Herregårdsrestaureringer i Jylland